# Boodog
Le boodog est un plat mongol composé de mouton, de chèvre ou de marmotte de Sibérie cuite avec des pierres chauffées insérées sous la peau. C'est un plat de fête, consommé principalement pendant l'été. La viande, souvent accompagnée de légumes, est cuite avec des pierres chauffées dans la peau désossée des animaux. La chasse aux marmottes a généralement lieu à l'automne lorsque les animaux sont plus grands et se préparent à l'hibernation. L'animal est désossé et vidé par le cou afin de conserver la peau qui servira de récipient intacte. C'est un travail de longue haleine, car désosser l'animal sans voir ce que l'on fait est difficile. Ensuite on insère les pierres chauffées puis la viande, les légumes, du sel, d'autres pierres chauffées, etc. Le cou est ensuite fermé à l'aide d'un morceau de fil de fer. On utilise ensuite un chalumeau pour faire disparaitre la fourrure de l'animal et le cuire de l'extérieur.
La préparation se fait le plus souvent en famille. S'il s'agit d'un repas à base de mouton ou de chèvre, l'animal est acheté vivant et tué traditionnellement le jour même. Pour la dégustation, on ouvre l'animal par le ventre et chacun se sert avec les mains. Les pierres chaudes sont passées dans les mains car cela porte chance. Ce mode de cuisson préserve le gras présent dans l'animal, gras bu pendant la dégustation. Le chef de famille ou l'ainé présent autour de la table sera la premier à découper et passer la viande.

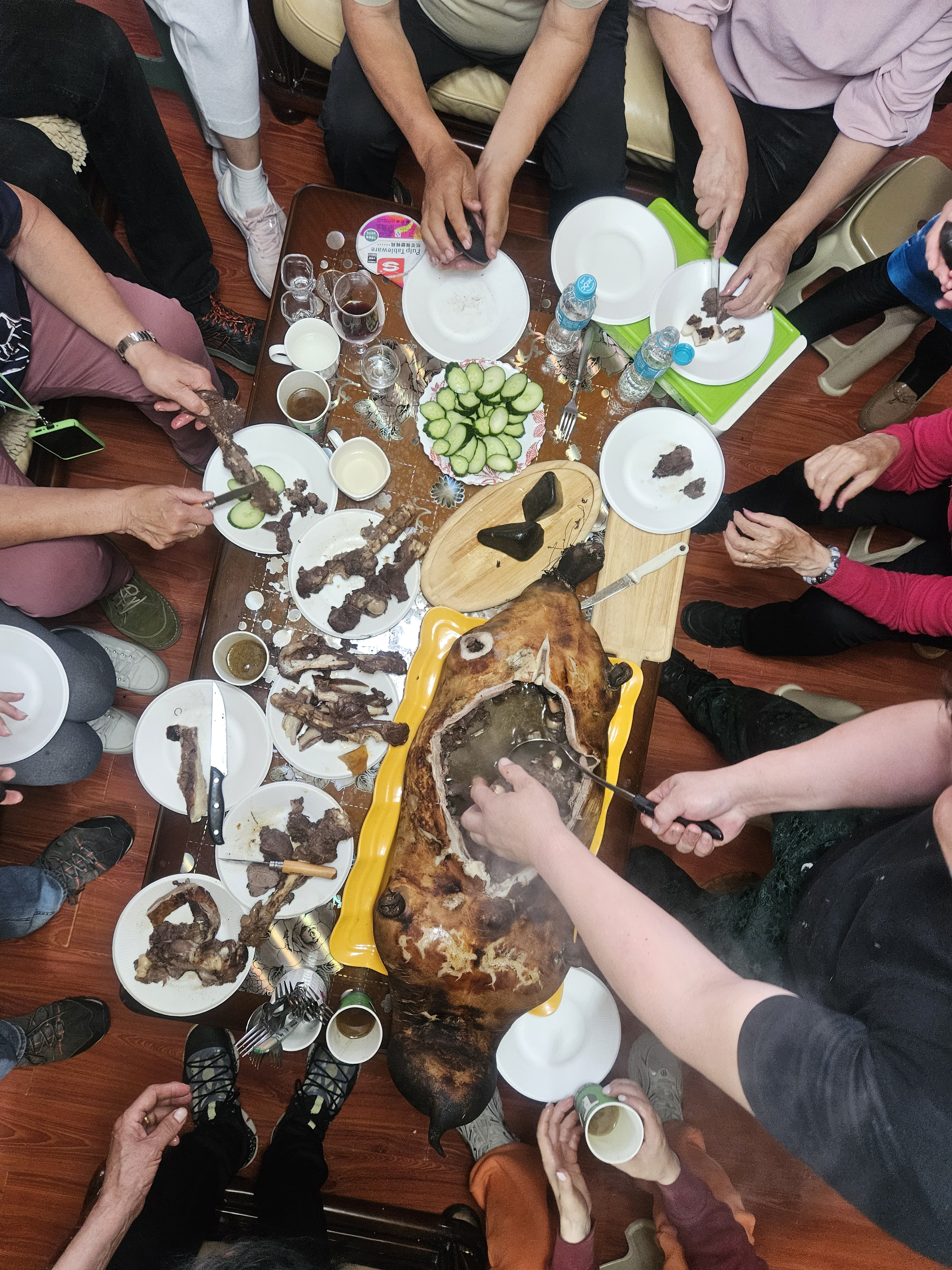
Dégustation du boodog.

Le plat figure dans le film documentaire de Matthew Salleh, Barbecue.

## Voir également